# Carlos Keller
Carlos Keller Rueff (Concepción, 3 de enero de 1898 - 28 de febrero de 1974) fue un académico chileno de origen alemán que a lo largo de su carrera se destacó como sociólogo, economista, filósofo, arqueólogo, geógrafo y ensayista político. Fue el ideólogo principal del Movimiento Nacional-Socialista, partido nazi que cofundó con Jorge González von Marées y el general Francisco Javier Díaz; durante los años que siguieron, y hasta su muerte, Keller estuvo centrado en actividades académicas y educativas, alejándose para siempre de la política contingente.
Su obra La eterna crisis chilena (1931), de gran impacto a nivel nacional, cierra el ciclo de ensayistas e intelectuales nacionalistas que Góngora describió como "literatura de la crisis". En 1932, la Universidad de Concepción le otorgó el Premio Atenea al ámbito científico por la misma obra.

## Biografía

### Estudios e inicios en política
Fue hijo del matrimonio de Carlos Keller Hollausch y de Ema Rueff Henne, una familia de colonos alemanes representativa del poco nivel de asimilación cultural que estos inmigrantes tuvieron en el país. Vivieron en un pequeño pueblo apartado del ambiente local en una de las regiones con más flujo de alemanes en Chile, cuyas instituciones sociales y culturales les garantizó mantener una identidad alemana intacta. Tanto a Keller como a otros jóvenes alemanes se les inculcaba constantemente la "obligación de mantener su nacionalismo alemán". 
Vivió en Concepción hasta los 14 años, en 1912 en viajó junto a su familia a la ciudad de Leipzig, Alemania, donde siguió con sus estudios secundarios y luego universitarios en la Universidad de Bonn y la Universidad de Berlín. En 1920 se casó con la alemana Ollie Schneefuss y en 1921 culminó sus estudios universitarios de jurisprudencia, economía, filosofía y sociología, siendo discípulo del filósofo Oswald Spengler, con quien mantuvo correspondencia luego de volver a Chile. Durante sus años formativos fue influenciado en menor medida por los escritores criollos Francisco Antonio Encina, Alberto Edwards y Nicolás Palacios, mientras que los intelectuales alemanes fueron ciertamente más importantes en el desarrollo de su ideas.
En 1921 recibió el título de Dr. por la Universidad de Wurzburgo, con una tesis sobre el desarrollo de la industria minera en Chile titulada Die Entwicklung des Bergwesens in Chile.
Después de recibir su educación universitaria regresó a Chile junto a su esposa, en donde a través de la publicación Bundeskalender del Deutsch-Chilenischer Bund comienza a circular la obra de Oswald Spengler, Arthur Moeller van den Bruck, Wilhelm Stapel y Hans F. K. Günther entre los colonos alemanes. Se desempeñó hasta el año 1926 como catedrático de Economía de la Universidad de Concepción. En 1927 se trasladó a Santiago y en 1928 ejerció como jefe de sección en la Dirección General de Estadísticas y profesor de Economía Social en la Universidad de Chile. El mismo año fue nombrado profesor de geografía económica de la Academia Politécnica Militar y ejerció en dicho organismo durante los próximos 22 años.
En 1932 fue nombrado director general de la Dirección General de Estadísticas, durante la dictadura del general Carlos Ibáñez del Campo.

### NacismoyMovimiento Nacional-Socialista
El 5 de abril de 1932, Carlos Keller junto con Jorge González Von Marées y otros camaradas, fundaron el Movimiento Nacional-Socialista de Chile (MNS) donde Carlos Keller ejerció como vicepresidente y se erigió, para múltiples historiadores, como el verdadero ideólogo de la agrupación. En 1933, creó el diario del movimiento, de nombre Trabajo, y dirigió el Departamento de Preparación del Movimiento Nacional Socialista, lugar donde se adoctrina la disciplina e ideología de los nuevos militantes del movimiento y en 1934 fundó la revista Acción chilena, de la cual ejerció como director. En 1937 Carlos Keller junto a otros notables miembros del partido, como por ejemplo, Gustavo Vargas Molinare y Adolfo Matthei, participan en las elecciones parlamentarias de 1937 postulándose a diputados. En el caso de Keller su campaña en Osorno fue negativa, pues obtuvo una escasa votación (sólo 121 votos).
El 5 de septiembre de 1938, a espaldas de Carlos Keller y próximo a las elecciones presidenciales de dicho año, el "jefe" Jorge González Von Marées decide hacer un levantamiento armado para imponer al general Carlos Ibáñez del Campo en el poder, a dicho levantamiento armado se le denominó Matanza del Seguro Obrero ya que cobró la vida de 60 militantes del movimiento. Carlos Keller repudió la acción de González Von Marées, quien después de la masacre en 1939 fundó la Vanguardia Popular Socialista, movimiento de tendencia izquierdista. Keller se negó a participar en dicho movimiento y continuó él como líder del MNS hasta 1941, cuando dejó dicho cargo. Ese mismo año nació su hijo Carlos Keller Schneefuss.

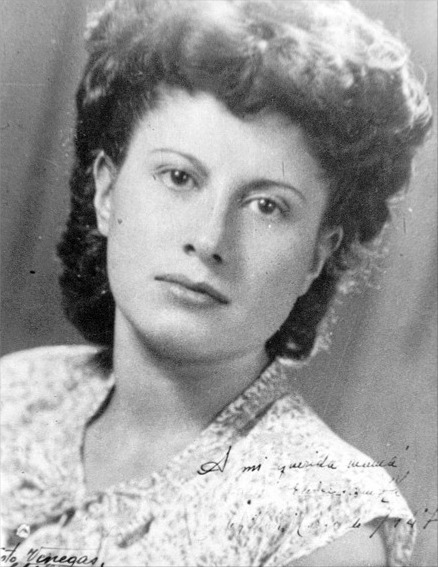
Eliana Figueroa Márquez, segunda esposa de Carlos Keller.

### Actividades posteriores
En 1946 es nombrado Presidente de la Comisión Planificadora de la Economía Nacional, la cual tenía la intención de hacer ver la labor que debía tener el Estado en el plano económico. En 1953 el presidente Carlos Ibáñez del Campo le ofrece el cargo de ministro de Hacienda, pero Keller rechaza esta propuesta, ya que el quería juntar el Ministerio de Hacienda con el de Economía y Comercio.
En 1961 fallece su esposa Ollie Schneefuss, y 2 años después viaja a Alemania para llevarse a su sobrina alemana María Furmann, quien estaba en la Alemania Oriental. Finalmente, 3 años más tarde, logra su objetivo y en 1965 en compañía de su sobrina va a Suiza para efectuar exposiciones referentes a Chile. En 1967 regresa a Chile y desde 1970 hasta 1973, trabaja como profesor en la Escuela Militar. En 1973 contrae matrimonio con Eliana Figueroa Márquez.
Falleció el 28 de febrero de 1974, padeciendo una arteriosclerosis. Está enterrado en el Cementerio General de Concepción.

## Homenajes
- En la población Hipólito Vergara de San Felipe se nombró una calle en su honor por sus contribuciones a la comunidad. Junto con esto la ciudad le dio el título de Ciudadano Benemérito.[14]
- El think tank del grupúsculo neonazi, Patria Nueva Sociedad se llamaba "Centro de Estudios Políticos y Sociales Carlos Keller" que se creó el año 2002.[15]

## Obras

### Ensayos políticos
- 1931 - La eterna crisis chilena. Santiago: Editorial Nascimento.
- 1932 - Un país al garete: contribución a la seismología social de Chile Santiago: Editorial Nascimento.
- 1932 - Cómo salir de la crisis. Santiago: Editorial Nascimento.
- 1938 - Una revolución en marcha. Santiago: Editorial Nacista.

### Libros académicos
- 1927 - Spengler y la Situación Política Cultural de la América Ibérica. Santiago: Imprenta Universitaria.
- 1930 - Chile: Ein Führer durch das land und seine Bewohner. Santiago: Universo.
- 1945 - Chile. Pensamiento económico latinoamericano. México: Fondo de Cultura Económica.
- 1947 - Dios en Tierra del Fuego. Santiago: Editorial Zig-Zag.
- 1949 - La región del hielo continental de Aysén. Santiago: Editorial Sociedad Amigos del Libro.
- 1952 - Introducción a Los aborígenes de Chile de José Toribio Medina. Santiago: Fondo Histórico Bibliográgico.
- 1956 - Revolución de la Agricultura. Santiago: Editorial Zig-Zag.
- 1951 - Sociología. Tomo I. Santiago: Editorial Universitaria.
- 1955 - Sociología. Tomo II. Santiago: Editorial Universitaria.
- 1959 - Sociología. Tomo III. Santiago: Editorial Universitaria.
- 1960 - Los orígenes de Quillota. Santiago: Editorial Universidad Católica.
- 1972 - Mitos y Leyendas de Chile. San Felipe: Editorial Jerónimo de Vivar.
- 1976 - Michimalonco, Pedro de Valdivia y el nacimiento del pueblo chileno. Santiago: Editorial Sociedad de Historia y Arqueología.
- 1978 - Historia de Curimón y de su Convento en San Francisco. San Felipe: Editorial Sociedad de Historia y Arqueología de Aconcagua.

### Novela
- 1949 - La locura de Juan Bernales. Santiago: Editorial Sociedad Amigos del Libro.
- 1972 - Las memorias de la Monja Alferez. San Felipe: Editorial Jerónimo de Vivar.

### Publicaciones académicas
- Keller R., Carlos (Mayo de 1924). «Apuntes sobre Arquitectura Colonial». Atenea (Concepción) 1 (2): 117-123. doi:10.29393/At2-33CKAA10033. Archivado desde el original el 28 de abril de 2021. Consultado el 28 de abril de 2021.
- Keller R., Carlos (Julio de 1924). «La Economía y las ciencias». Atenea (Concepción) 1 (4): 333-337. doi:10.29393/At4-68CKEC10068. Archivado desde el original el 28 de abril de 2021. Consultado el 28 de abril de 2021.
- Keller R., Carlos (31 de mayo de 1925). «El capitalismo primitivo». Atenea (Concepción) 1 (3): 199-212.
- Keller R., Carlos (30 de junio de 1925). «Los fundamentos del capitalismo moderno». Atenea (Concepción) 1 (4): 375-384.